# 依恩奥酒店
东家酒店（英語：Eastern & Oriental Hotel，简称E&O酒店），又称槟城东方酒店、槟城东家酒店，是一座具有英国维多利亚建筑风格的海景酒店。该酒店位于马来西亚槟城州首府乔治市，由亚美尼亚裔萨奇斯兄弟于1885年创立。前身为 Eastern 酒店与 Oriental 酒店两家，经合并后于1885年改为现名。于90年代，该酒店归E&O东家集团管理，并于2001年4月3日重新开放。
东家酒店建筑分为遗产翼（Heritage Wing）和胜利翼（Victory Annexe Wing），遗产翼设有100间套房；胜利翼则设132间客房。该酒店亦是乔治市唯一一家依海而建的五星级饭店，曾名列全球前三大古董酒店之一。

## 历史

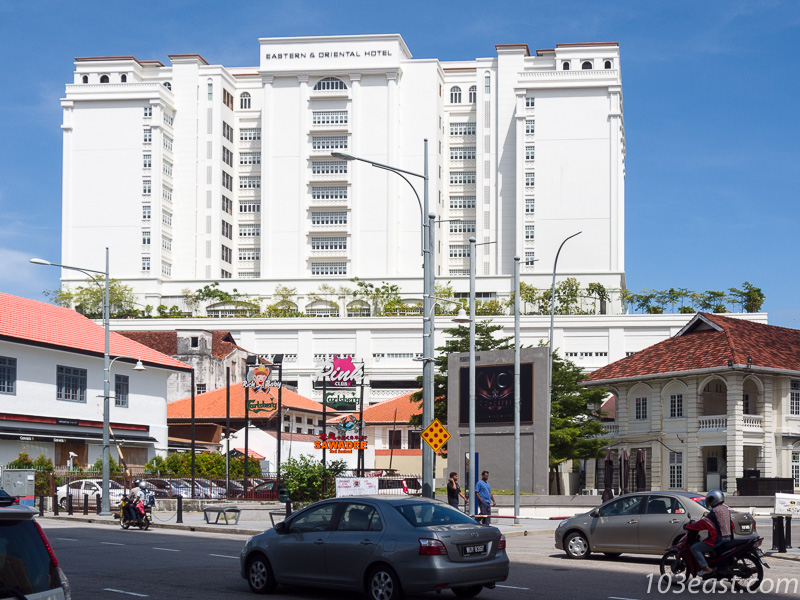
依恩奥胜利翼酒店

苏伊士运河的开凿竣工后，连结了欧洲与亚洲之间的南北双向水运，趁此亚美尼亚裔拍卖员泰戈兰·萨奇斯从伊斯法罕飘洋过海驻足海峡殖民地槟岛，于1884年4月15日在莱特街1A号承租一产业，创立他甫踏入酒店行业的首个品牌——Eastern 酒店。隔年，为顺应酒店蓬勃发展的需求，其兄马丁·萨奇斯加入开展业务，兄弟俩收购华盖街的欧洲酒店（英語：Hotel de l’Europe），并更名为 Oriental 酒店。两兄弟各有所职，蒂格兰负责经营 Oriental 酒店；马丁则接管 Eastern 酒店，其弟阿维耶·萨奇斯亦被说服担任 Eastern 酒店经理一职。

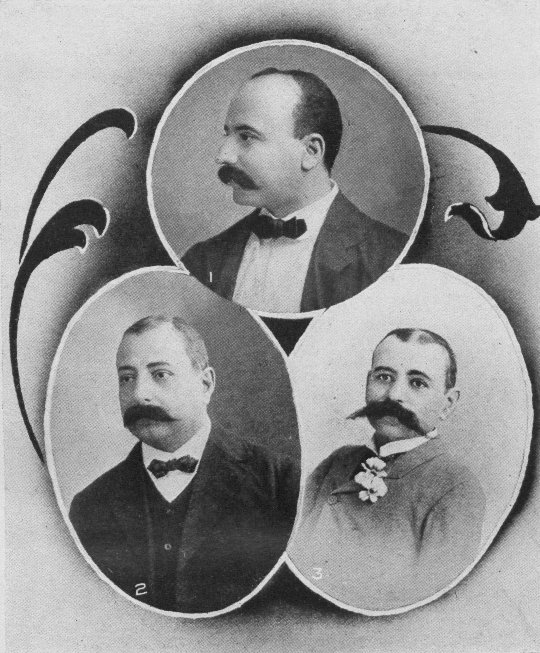
萨奇斯兄弟，由上起顺时针依次为阿尔沙克、蒂格兰、阿维耶

萨奇斯兄弟的成功，让酒店房东意识到其产业的价值顿时飙升，随之租金大幅上涨，萨奇斯兄弟另拓商机，于1887年12月1日在新加坡成立莱佛士酒店。在此期间，为了挽留三兄弟避免撤离槟城，房东执意同他们签署协议，一时间萨奇斯兄弟坐拥两大酒店企业，并持续把家族事业发扬光大。1889年8月，Oriental 酒店经扩建翻修后，萨奇斯兄弟毅然放弃 Eastern 酒店，出于保留客户对该酒店的熟悉感与商誉的缘由，他们决定将其与 Oriental 酒店合并及改为现称 Eastern & Oriental Hotel（简称 E&O Hotel，酒店中文名“依恩奥”为简称之译名）。
1890年代末，马丁退休后将依恩奥酒店经营权交棒予老幺阿尔沙克·萨奇斯，此后萨奇斯兄弟分道扬镳，蒂格兰继续留在新加坡接管莱佛士酒店；而阿维耶于1901年远赴缅甸仰光另开斯特朗德酒店。1923年，阿尔沙克增建一栋拥有40间客房的胜利翼酒店。在兄弟的管理下，依恩奥酒店最终于1929年完成建设现有的酒店综合体。

### 网址
1. 1 2  . Expedia HK.   [2017-09-21]. （原始内容存档于2015-12-05）.
2. ↑  . Eastern & Oriental Hotel.   [2017-09-21]. （原始内容存档于2017-10-04） （英语）.
3. ↑  . Eastern & Oriental Hotel.   [2017-09-21]. （原始内容存档于2017-09-22） （英语）.
4. 1 2  . E&O Berhad.   [2017-09-21]. （原始内容存档于2017-09-22） （英语）.
5. ↑  . 惠旅行.   [2017-09-21]. （原始内容存档于2018-03-06）.
6. ↑  . Amassia Publishing.   [2017-09-22]. （原始内容存档于2019-09-20） （英语）.
7. ↑  . Eastern & Oriental Hotel.   [2017-09-22]. （原始内容存档于2019-10-21） （英语）.
8. ↑  . 103° East Travel. 2016-06-18  [2017-12-26]. （原始内容存档于2018-01-14） （英语）.

### 图书
- William Warren, Jill Gocher. . Singapore: Periplus Editions. 2007. ISBN 978-0-7946-0174-4.